# هارتسر
هارستر هي جبنة ألمانية قليلة الدسم من أنواع الجبنة البيضاء، يرجع أصل التسمية إلى جبال هارتس وهي أعلى سلسلة جبال في ألمانيا.

## صور

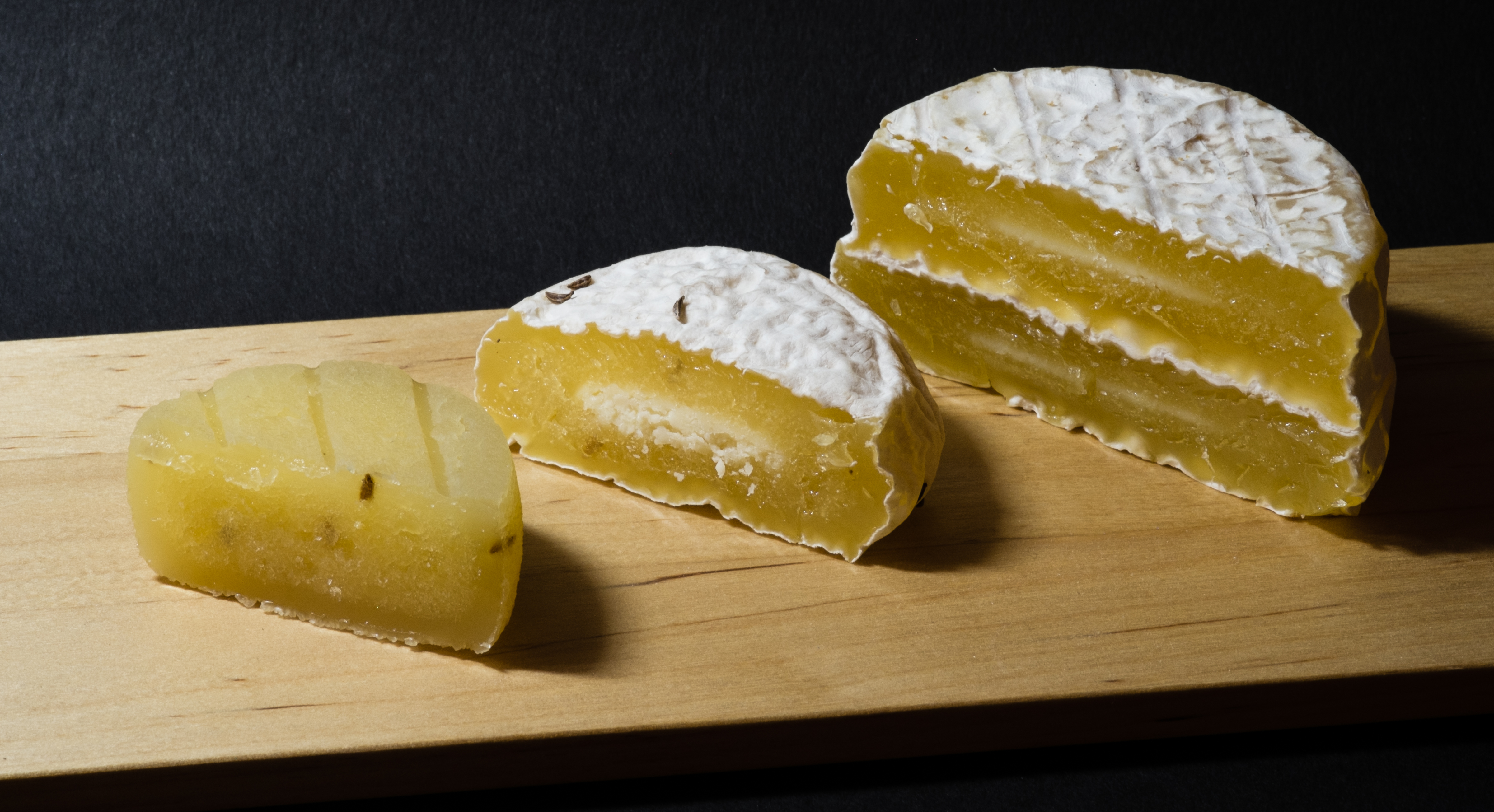
صورة لجبنة الهارتس
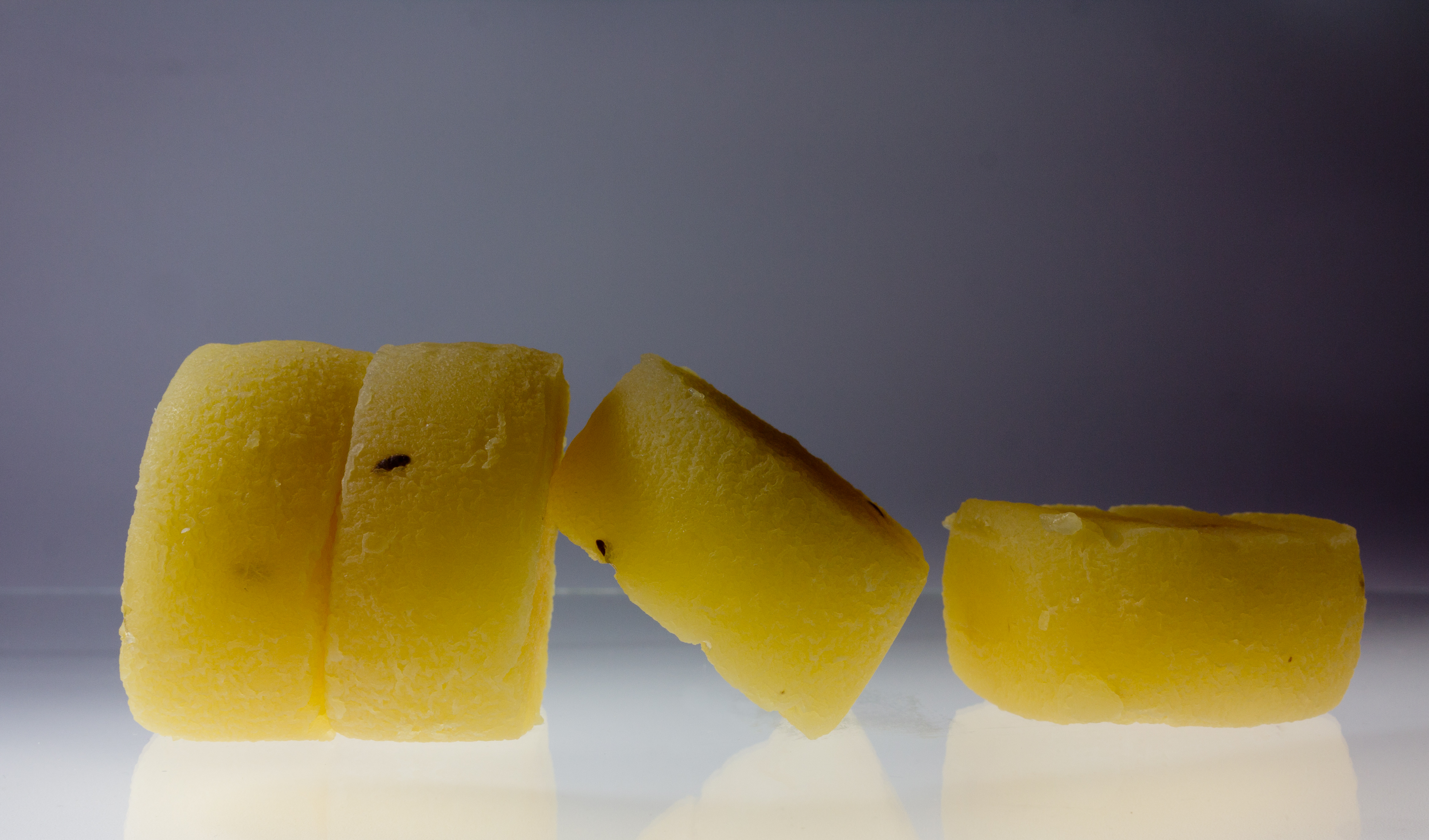